# Długoskrzydlak sierposz
Długoskrzydlak sierposz (Phaneroptera falcata) – gatunek ciepłolubnego, południowoeurosyberyjskiego owada z rodziny pasikonikowatych (Tettigoniidae). Wpisany na Czerwoną listę zwierząt ginących i zagrożonych w Polsce ze statusem NT, jednak wobec poszerzającego się zasięgu i najnowszych danych o częstości występowania status NT i obecność na Czerwonej Liście należy poddać rewizji.

## Morfologia
Imagines mają od 12 do 15 mm długości samce i 15–18 mm samice.

### Głowa
Głowa niezbyt duża, zaokrąglona. Wierzchołek ciemienia mały, z bruzdą pośrodku. 
Oczy małe, wypukłe, dobrze rozwinięte.
Nitkowate czułki, dłuższe niż ciało, złożone są z więcej niż 30 członów niewyraźnie odgraniczonych. Czułki osadzone między oczami ponad linią łączącą dolne brzegi oczu. 
Aparat gębowy gryzący.

### Tułów
Ciało walcowate, wydłużone, barwy zielonej. Tarcza przedplecza płaska, wygięta ku tyłowi, rdzawo kropkowana. Długość przedplecza 3–4 mm. Boczne płaty przedplecza zaokrąglone, z wycięciem ramieniowym sinus humeralis. Długość płatów bocznych większa niż ich wysokość.

### Skrzydła
Pokrywy skrzydeł wystają poza odwłok, są koloru zielonego, u samca w okolicy aparatu dźwiękowego rdzawo nabiegłe. Długość wynosi 18–23 mm. Druga para skrzydeł znacznie dłuższa niż pokrywy. Wystająca część zielona, pozostała część przezroczysta. Użyłkowanie wyraźne na obydwu parach, składające się z żyłek podłużnych i poprzecznych.

### Odnóża
Dwie pierwsze pary odnóży bieżne, trzecia para to nogi skoczne. 
Uda 3 pary (17–22 mm) na górnej stronie bez listewki środkowej. Na górnej stronie goleni nóg pierwszej pary biegnie wyraźna, podłużna bruzda, znajduje się tu też narząd słuchu. Narząd tympanalny jest odkryty. Biodro nóg przednich zaopatrzone jest w kolec. 
Stopy 4-członowe, zakończone pazurkiem. Człony stopy krótkie i spłaszczone. Pierwszy i drugi człon bez bocznych podłużnych bruzd.

### Odwłok
Odwłok u obydwu płci składa się z 10 płytek grzbietowych. Liczba płytek brzusznych jest zależna od płci, u samca jest ich 9, a u samicy 8. Płytka subgenitalna samca długa, bez wyrostków rylcowych. Przysadki odwłokowe ostre, esowato zakrzywione. Aparat kopulacyjny samca błoniasty.
Pokładełko dłuższe niż przedplecze (5,5 mm), silnie zakrzywione do góry, na końcu ząbkowane. Zbudowane z 6 długich listewek. Przypominające swym kształtem sierp.

## Biologia
Jest to owad roślinożerny.

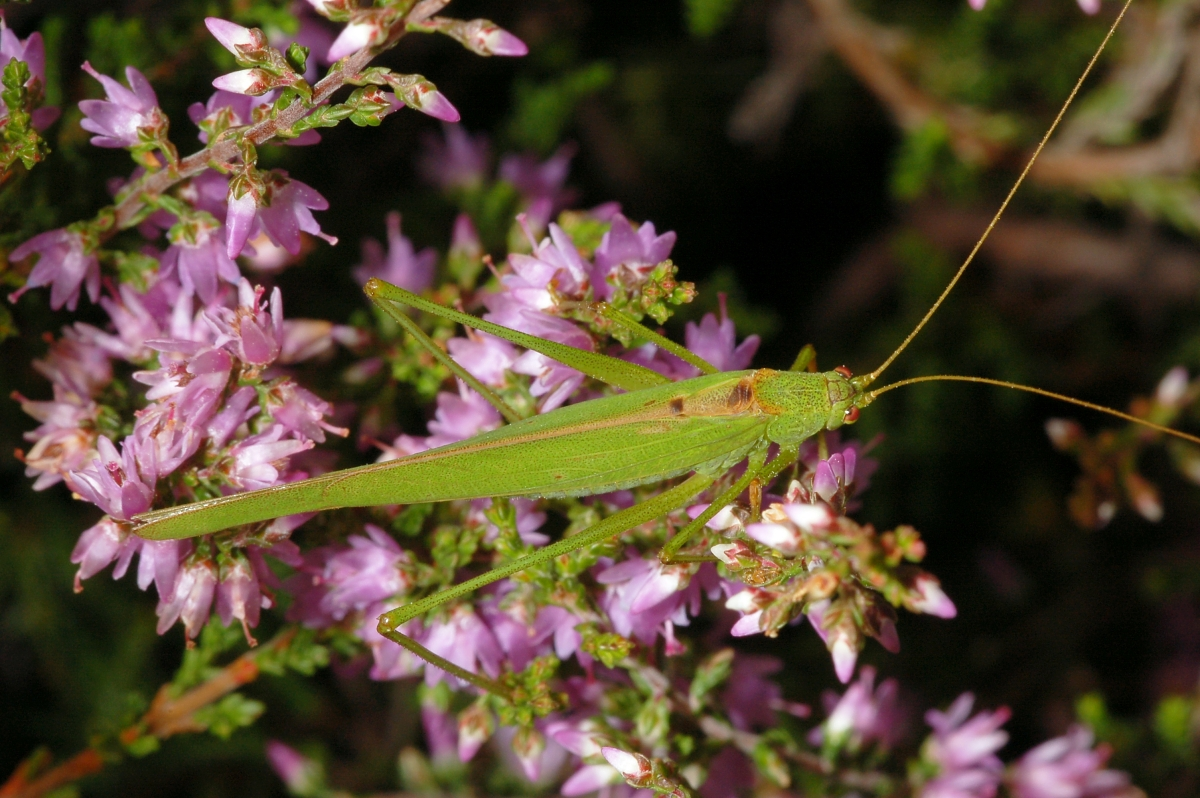
Długoskrzydlak sierposz

Jaja składane są pojedynczo do ziemi (preferuje stanowiska piaszczyste), a na wiosnę wylęgają się z nich larwy. Stadium zimującym jest jajo.
Długoskrzydlak podobnie jak cały rząd prostoskrzydłych – Orthoptera przechodzi przeobrażenie niezupełne.
Jako dorosłe owady żyją od końca czerwca do połowy września, przeważnie pośród większej roślinności łąkowej. Od sierpnia na drzewach i różnych krzewach. 
Gatunek stwierdzany w różnych środowiskach: łąki, murawy w sąsiedztwie glinianek, żwirowni i piaskowni, śródpolne, śródłąkowe i śródleśne rowy, młodniki sosnowe, zręby, wrzosowiska i ogrody działkowe. Preferuje wysokie trawy, szczególnie kępy trzcinnika piaskowego (Calamagrostis epigejos).
Podczas godów samiec przy pomocy aparatu dźwiękowego wydaje dźwięki (sygnały szerokopasmowe około 28 kHz), które są zaproszeniem dla samicy. W celu lepszego zaprezentowania swojej pieśni samce zajmują wyeksponowane miejsce, którym może być wysokie źdźbło trawy czy odstająca gałąź krzewu. Często zmieniają też miejsce występu. Komunikacja dźwiękowa odbywa się zazwyczaj po zmroku.
W 2000 roku przeprowadzono badania nad sposobem wykorzystania narządów słuchu (narządu tympanalnego) przez długoskrzydlaka sierposza. Z przeprowadzonych doświadczeń wynika, że owad potrafi usłyszeć dźwięki wydawane przez nietoperze podczas polowania i oszacować odległość między własną pozycją i pozycją drapieżnika. Dzięki tej zdolności owad może uciec 1,5–4 sekund wcześniej przed atakiem nietoperza. Narządy tympanalne najprawdopodobniej wyewoluowały przed pojawieniem się nietoperzy, co sugeruje, że zdolność wykrywania echolokacji nietoperzy jest drugorzędnym przystosowaniem tego narządu. Czułość Phaneroptera falcata na wykrywanie ultradźwięków jest znacznie większa niż spokrewnionych z nim świerszczy (Gryllidae).

## Rozmieszczenie
Phaneroptera falcata jest jedynym krajowym gatunkiem z podrodziny Phaneropterinae. W XX wieku poszerzył zasięg swojego występowania w kierunku północnym, co wiązane jest ze zmianami klimatycznymi oraz zarastaniem niezagospodarowanych pól, łąk i pastwisk. Na południu Polski gatunek dość pospolity, na północy dochodzi najdalej po wyżynę Krakowsko-Wieluńską, Małopolską, Lubelską oraz Roztocze, można go spotkać na kserotroficznych stanowiskach Podlasia. Często spotykany na nizinach: Mazowieckiej i 
Sandomierskiej. W ostatnich latach jego ekspansja przesuwa się w rejony Śląska Dolnego ze Śląskiem Górnym oraz w Sudety Wschodnie.
Na świecie można go znaleźć począwszy od Portugalii i Hiszpanii na zachodzie, po południową Anglię i Francję przez Europę i Syberię aż do Japonii. W ostatnich latach często odnotowywany w Czechach i na Litwie. Za główne przyczyny ekspansji uważa się zmiany klimatyczne powiązane z ociepleniem.